# كأس الاتحاد الكوري الجنوبي 2002
كأس الاتحاد الكوري الجنوبي 2002 (هانغل: FA컵 2002) هو موسم من كأس الاتحاد الكوري الجنوبي. فاز فيه سوون سامسونغ بلووينغز.